# Данилково (Костромская область)
Данилково — деревня в Судиславском сельском поселении Судиславского района Костромской области России. 

## География
Деревня расположена у железнодорожной линии Ярославского региона Северной железной дороги рядом с железнодорожной станцией — платформой «425 км».

## История
Согласно Спискам населенных мест Российской империи в 1872 году деревня относилась к 1 стану Костромского уезда Костромской губернии. В ней числилось 17 дворов, проживало 40 мужчин и 38 женщин.
Согласно переписи населения 1897 года в деревне проживало 151 человек (62 мужчины и 89 женщин).
Согласно Списку населенных мест Костромской губернии в 1907 году деревня относилась к Белореченской волости Костромского уезда Костромской губернии. По сведениям волостного правления за 1907 год в ней числился 33 крестьянских двора и 173 жителя. Основным занятием жителей была работа печниками, каменщиками и плотниками.

## Население
| 2008 | 2010 | 2014 |
| ---- | ---- | ---- |
| 17   | ↘12  | ↗22  |

## СМИ

### Интернет-сайты
«HandyNews»